# مکسیما
مکسیما (به انگلیسی: Maxima) یک سیستم جبری کامپیوتری (Computer Algebra System, CAS) است. مکسیما می‌تواند محاسبات جبری را با متغیرها به خوبی انجام دهد؛ مثلاً می‌تواند انتگرال‌های نامعین را حساب کند، معادله‌های جبری را حل کند، ویژه‌مقدارها و ویژه‌بردارهای ماتریس‌ها را بیابد، یا عبارت‌های پیچیده را ساده کند. مکسیما همچنین می‌تواند محاسبات عددی با دقت بسیار بالا انجام دهد، نمودارهای دوبعدی و سه‌بعدی بکشد، و حتی می‌توان با مکسیما برنامه نوشت.
مکسیما تحت مجوز GPL قرار دارد و بنابراین برخلاف بسیاری از نرم‌افزارهای مشابه مانند مثمتیکا و میپل که بسیار گران هستند، آزاد و رایگان است.

## تاریخچه
مکسیما از دل پروژهٔ دیگری به نام Macsyma به دنیا آمد که در سال‌های ۱۹۶۸ تا ۱۹۸۲ در دانشگاه MIT به عنوان بخشی از پروژهٔ Mac توسعه می‌یافت. نسخه‌ای از کد منبع Macsyma را در سال ۱۹۸۲ ام‌آی‌تی به وزارت انرژی آمریکا داد. این نسخه هم‌اکنون DOE Macsyma نامیده می‌شود. پروفسور ویلیام شِلتر از دانشگاه تگزاس نسخه‌ای از DOE Macsyma را از همان سال تا زمان مرگش در سال ۲۰۰۱ نگهداری می‌کرد. در سال ۱۹۹۸ شلتر از طرف وزارت انرژی اجازه یافت تا کد منبع DOE Macsyma را تحت مجوز GPL منتشر کند. او در سال ۲۰۰۰ پروژه‌ای را در سورس‌فورج راه انداخت تا DOE Macsyma را که از این به بعد مکسیما (Maxima) نامیده می‌شد توسعه دهد.